# 名古屋市立西福田小学校
名古屋市立西福田小学校（なごやしりつ にしふくたしょうがっこう）は、愛知県名古屋市港区西福田五丁目にある公立小学校。

## 歴史

### 沿革
- 1974年（昭和49年） - 名古屋市立南陽小学校分校として成立[WEB 1]。
- 1981年（昭和56年） - 名古屋市立西福田小学校として分離独立[WEB 1]。

### 児童数の変遷
『愛知県小中学校誌』（2018年）によると、児童数の変遷は以下の通りである。
| 1981年（昭和56年） | 595人 |  |
| 1987年（昭和62年） | 403人 |  |
| 1997年（平成9年）  | 265人 |  |
| 2007年（平成19年） | 248人 |  |
| 2017年（平成29年） | 202人 |  |

## 通学区域
所管する名古屋市教育委員会は、2015年（平成27年）9月1日現在、港区のうち、協和一丁目・同二丁目・新茶屋一丁目～同五丁目・寺前町・天目町・西福田一丁目～同五丁目・畑中一丁目・同二丁目・福前一丁目・同二丁目・福屋一丁目・同二丁目・六軒家を通学区域として指定している。
また、卒業後の進学先は名古屋市立南陽中学校となっている。

## 交通
- 名古屋市営バス「西福田」停留所下車北へ5分[WEB 2]

### WEB
1. 1 2 3  “沿革”.   名古屋市立西福田小学校. 2015年12月13日閲覧。
2. 1 2  “学校周辺地図”.   名古屋市立西福田小学校. 2015年12月13日閲覧。
3. ↑  名古屋市教育委員会事務局 子ども応援委員会制度担当部学校計画室計画係 (2015年11月21日). “名古屋市立小・中学校の通学区域一覧（港区）” (PDF).   名古屋市. 2015年12月12日閲覧。
4. ↑  名古屋市教育委員会事務局総務部教育環境計画室計画係 (2018年4月1日). “名古屋市立中学校区一覧（小→中）” (PDF).   名古屋市. 2018年11月14日閲覧。

### 書籍
1. ↑  六三制教育七十周年記念 愛知県小中学校誌 合同記念誌編集特別委員会 2018, p. 243.